# Ghil'ad Zuckermann
Ghil'ad Zuckermann (in ebraico גלעד צוקרמן‎?; Tel Aviv, 1º giugno 1971) è un linguista, glottologo e lessicografo israeliano naturalizzato italiano.
È esperto nel campo del contatto tra le lingue, linguistica storica, revivalistica, cambiamento linguistico, morfologia, semantica, etimologia e la genetica dell'ebraico moderno. È di origini italiane e israeliane. Insegna presso l'Università di Adelaide, Australia, dove detiene la cattedra di lingue in pericolo. Poliglotta, parla 13 lingue. Si dedica alla rigenerazione linguistica e alla salvaguardia di lingue minoritarie e in via di estinzione.

## Biografia

### Origini e formazione
È nato nel 1971 in Israele, dove il padre, un ebreo italiano, si era trasferito nel 1945. Ha studiato nel Collegio del Mondo Unito dell'Adriatico di Duino (TS) negli anni 1987-1989. Nell’ottobre 2018 è stato l’ex allievo testimonial del collegio in occasione dell’evento “Cinque storie di straordinario successo”, per le celebrazioni del quarantennale della legge 102/78.
Negli anni 1993-1997 ha partecipato agli studi nell'ambito del “Programma Interdisciplinare per Studenti Dotati Adi Lautman” all'Università di Tel Aviv. Ha ricevuto il dottorato di ricerca (D.Phil. Oxon.) dal St Hugh's College dell'Università di Oxford nel 2000 e anche un Ph.D. (Cantab.) dall’Università di Cambridge nel 2003.

### La carriera accademica
Oggi è professore ordinario cattedratico di linguistica e lingue in via di estinzione all'Università di Adelaide (Australia Meridionale, Australia) e gestisce un fondo conferitogli dal consiglio di ricerca del governo australiano (NHMRC).
In passato ha lavorato come professore all'Università del Queensland (Brisbane), Università di Cambridge, Churchill College, Middlebury College (Vermont), Università nazionale di Singapore, Università Jiao Tong di Shanghai, Università normale della Cina orientale, Università degli Studi Internazionali di Shanghai e l'Istituto nazionale di ricerca della lingua, Tokyo (Giappone). Ha insegnato in diverse altre istituzioni in Slovacchia, Tailandia ed Israele, ed ha lavorato per eminenti incarichi di ricerca e studio alla Australian Research Council; Fondazione Rockefeller presso Villa Serbelloni in Bellagio (Italia); nonché Melbourne (Australia) ed Austin (Texas, USA).
Ha tenuto numerose conferenze e interviste in tutto il mondo, partecipando inoltre a molte trasmissioni radiofoniche o televisive e a podcast con nomi del calibro di Stephen Fry, Noam Chomsky e altri. È stato anche intervistato dal BBC e dall'importante rete australiana ABC.
È il Presidente eletto della Australian Association for Jewish Studies. Fa parte di svariate importanti associazioni, come la Foundation for Endangered Languages e l'Australian Institute of Aboriginal and Torres Strait Islander Studies (AIATSIS).
Inoltre, è il capo responsabile del corso online (MOOC) Language Revival: Securing the Future of Endangered Languages, che ha riscosso un grande successo, con più di 20.000 iscritti provenienti da oltre 190 paesi diversi.

## Opere principali
Tra le sue pubblicazioni (in inglese, ebraico, italiano, yiddish, spagnolo, tedesco, russo e cinese) spiccano i volumi Israelit Safa Yafa, Am Oved 2008 ("Israeliano – bella lingua"), e Language Contact and Lexical Enrichment in Israeli Hebrew, Palgrave Macmillan 2003 (“Contatto linguistico ed arricchimento lessicale nell'ebraico israeliano”). Oxford University Press ha pubblicato il suo magnum opus, dal titolo Revivalistics: From the Genesis of Israeli to Language Reclamation in Australia and Beyond (New York, Oxford University Press, 2020), che tratta la revivalistica (revivalistics), un settore di ricerca transdisciplinare creato proprio da lui, che si occupa della salvaguardia e della rivitalizzazione di lingue a rischio di estinzione o estinte.

### Libri
- Revivalistics: From the Genesis of Israeli to Language Reclamation in Australia and Beyond, 2020,  Oxford University Press. (ISBN 9780199812790 / ISBN 9780199812776)
- Language Contact and Lexical Enrichment in Israeli Hebrew,  Palgrave Macmillan., 2003. (ISBN 9781403917232 / ISBN 9781403938695)
- Israelit Safa Yafa (Israeli – A Beautiful Language)., Am Oved, Tel Aviv, 2008. (ISBN 978-965-13-1963-1)
- Dictionary of the Barngarla Aboriginal Language., 2018.
- Jewish Language Contact (PDF). (Special Issue of the International Journal of the Sociology of Language, Vol. 226), 2014.
- Burning Issues in Afro-Asiatic Linguistics (archiviato dall'url originale il 16 agosto 2020)., 2012.
- Barngarlidhi Manoo (Speaking Barngarla Together)., Barngarla Language Advisory Committee, 2019. ( Barngarlidhi Manoo – Parte II.)

### Articoli
- La bellezza della lingua. Dall'israeliano alla Rinascita delle Lingue Aborigine: lezioni dalla Terra Promessa alla 'Terra della Cuccagna'., Yod (Cinema, comunicazione e dialogo tra saperi) 6.3 (2010).
- Language Contact and Globalisation: The Camouflaged Influence of English on the World's Languages – with special attention to Israeli (sic) and Mandarin (PDF)., Cambridge Review of International Affairs 16 (2), pp. 287–307, 2003.
- Cultural Hybridity: Multisourced Neologization in 'Reinvented' Languages and in Languages with 'Phono-Logographic' Script (PDF)., Languages in Contrast 4 (2), pp. 281–318, 2004.
- "Phono-Semantische Abgleichung", Stefan Langer & Daniel Schnorbusch (eds), Semantik im Lexikon, Gunter Narr, Tübingen, pp. 223–267, 2005.
- A New Vision for 'Israeli Hebrew': Theoretical and Practical Implications of Analysing Israel's Main Language as a Semi-Engineered Semito-European Hybrid Language (PDF)., Journal of Modern Jewish Studies 5 (1), pp. 57–71, 2006.
- Complement Clause Types in Israeli (PDF)., Complementation: A Cross-Linguistic Typology, RMW Dixon & AY Aikhenvald (eds), Oxford University Press, Oxford, pp. 72–92, 2006.
- 'Etymythological Othering' and the Power of 'Lexical Engineering' in Judaism, Islam and Christianity. A Socio-Philo(sopho)logical Perspective (PDF)., Explorations in the Sociology of Language and Religion, Tope Omoniyi & Joshua A. Fishman (eds), Amsterdam: John Benjamins, pp. 237–258, 2006.
- 'Realistic Prescriptivism': The Academy of the Hebrew Language, its Campaign of 'Good Grammar' and Lexpionage, and the Native Israeli Speakers (PDF)., Israel Studies in Language and Society 1, pp. 135–154, 2008.
- Icelandic: Phonosemantic Matching (PDF)., in Judith Rosenhouse & Rotem Kowner (eds), Globally Speaking: Motives for Adopting English Vocabulary in Other Languages, Multilingual Matters Clevedon-Buffalo-Toronto, pp. 19–43, 2008. (Sapir, Yair & Zuckermann, Ghil'ad)
- Hybridity versus Revivability: Multiple Causation, Forms and Patterns (PDF)., Journal of Language Contact, Varia 2, pp. 40–67, 2009.
- Blorít: Pagans' Mohawk or Sabras' Forelock?: Ideological Secularization of Hebrew Terms in Socialist Zionist Israeli (PDF)., The Sociology of Language and Religion: Change, Conflict and Accommodation, Tope Omoniyi (ed.), Palgrave Macmillan, Houndmills, pp. 84–125, 2010. (Yadin, Azzan & Zuckermann, Ghil'ad)
- Stop, Revive, Survive: Lessons from the Hebrew Revival Applicable to the Reclamation, Maintenance and Empowerment of Aboriginal Languages and Cultures., Australian Journal of Linguistics 31 (1), pp. 111–127, 2011. (Zuckermann, Ghil'ad & Walsh, Michael)

## Filmografia
- Fry's Planet Word., Stephen Fry e Ghil'ad Zuckermann (I), 2011
- The Politics of Language (BBC)., Fry e Zuckermann (II) (30 September 2011)
- SBS: Living Black: S18 Ep9 - Linguicide.
- Babbel: Why Revive A Dead Language? - Intervista con Prof. Ghil'ad Zuckermann.[16]
- Language Revival: Securing the Future of Endangered Languages., edX MOOC
- Barngarla book launch., Port Lincoln, Australia Meridionale, NITV, 2021
- The Israeli Language: Hebrew Revived or Yiddish Survived? PART 1.
- The Israeli Language: Hebrew Revived or Yiddish Survived? PART 2.
- The Israeli Language: Hebrew Revived or Yiddish Survived? PART 3.